# Municipio de Exeter (condado de Wyoming)
El municipio de Exeter (en inglés: Exeter Township) es un municipio ubicado en el condado de Wyoming en el estado estadounidense de Pensilvania. En el año 2000 tenía una población de 748 habitantes y una densidad poblacional de 92 personas por km².

## Geografía
El municipio de Exeter se encuentra ubicado en las coordenadas 41°25′06″N 75°52′30″O / 41.41833, -75.87500.

## Demografía
Según la Oficina del Censo en 2000 los ingresos medios por hogar en la localidad eran de $37,841 y los ingresos medios por familia eran $47,574. Los hombres tenían unos ingresos medios de $31,719 frente a los $27,250 para las mujeres. La renta per cápita para la localidad era de $17,792. Alrededor del 2,8% de la población estaban por debajo del umbral de pobreza.